# Monedatge
El monedatge era un impost cobrat pel monarca, en principi per cada foc, a canvi de comprometre's a no alterar la qualitat de la moneda. Fou un dels primers sistemes d'imposició directa a Catalunya.
Al comtat de Besalú potser ja es cobrà el 1075. El 1118, Ramon Berenguer III pactà un monedatge a Cerdanya i a Girona.
Aquest impost es consolidà al segle xiii, fins que, a Catalunya, deixà d'existir el 1256, arran de l'aparició de la moneda de tern.